# 게르만 기독교인

게르만 기독교인의 기 (1934년)

게르만 기독교인(독일어: Deutsche Christen, 영어: German Christians)은 반유대주의, 인종주의, 지도자원리적 나치즘에 입각하여 독일의 기독교인을 이 교리 전반에 맞추기 위한 목표를 가지고 1932년부터 1945년까지 존재했던 독일 복음주의 교회의 압력 단체이다. 이러한 교리의 지지로 인해 독일의 지역교회단체의 처음 28곳 중 23곳에서 종파의 분립이 발생하였으며 1934년 이에 반하는 고백교회의 설립으로 이어졌다.

## 같이 보기
- 마르키온파
- 예수의 인종과 모습
- 아돌프 히틀러의 종교관
- 고백교회